# Eardwulf (roi du Kent)
Pour les articles homonymes, voir Eardwulf.
Eardwulf est un roi du Kent du milieu du VIIIe siècle.

## Biographie
Le règne d'Eardwulf n'est connu que par deux chartes. La première est une donation à l'église Saint-André de Rochester. Bien qu'elle soit datée de 762, la présence parmi les témoins de l'archevêque Cuthbert, mort en 760, implique qu'elle date au plus tard de cette année-là. Un autre roi du Kent, Æthelberht II, figure également dans la liste des témoins. La deuxième, impossible à dater, concerne une donation à l'abbé Heahberht de Reculver (en). Elle décrit Eardwulf comme le fils d'un Eadberht.
Il est vraisemblable qu'Eardwulf ait succédé à son père Eadberht Ier, le frère d'Æthelberht II, à sa mort, survenue en 748 d'après la Chronique anglo-saxonne,. Son royaume correspond probablement à la moitié occidentale du Kent, autour de Rochester. Son règne doit avoir pris fin en 762 au plus tard, date à laquelle le Kent occidental est gouverné par un autre souverain, Sigered,,.